# Chenal Walney
Le chenal Walney (en anglais : Walney Channel) sépare l’île Walney du continent britannique. La partie nord du chenal s’ouvre sur l’estuaire du Duddon. Elle est à la fois la plus étroite et la moins profonde. La moitié sud du chenal est plus large, et elle est régulièrement draguée pour permettre aux navires d’accéder au port de Barrow-in-Furness. Cette moitié s’ouvre sur la baie de Morecambe.
Le chenal est enjambé par le pont de Walney (officiellement Jubilee Bridge) achevé en 1908. En raison des besoins de la navigation, en particulier des activités du chantier naval Vickers, il a été construit comme un pont basculant.